# Chiesa del Santissimo Salvatore (Casalgrande)
La chiesa del Santissimo Salvatore è la parrocchiale di Salvaterra, frazione del comune italiano di Casalgrande in provincia di Reggio Emilia. Appartiene al vicariato della Valle del Secchia nella diocesi di Reggio Emilia-Guastalla e risale al XIII secolo.

## Storia
Il primo luogo di culto a Salvaterra, in origine dedicato a San Bartolomeo, sembra essere stato edificato nella prima metà del XIII secolo. Oltre quattro secoli più tardi, intorno al 1668, fu necessaria la sua ricostruzione e con l'occasione venne ampliato. La solenne consacrazione della chiesa ricostruita con la dedicazione al Santissimo salvatore venne celebrata nel 1687. Durante la visita pastorale del vescovo Ottavio Picenardi del 1706 venne descritta come un edificio con orientamento tradizionale a est e, se pur con una sola navata, di notevoli dimensioni con sei cappelle laterali, con decorazioni e dotato del fonte battesimale. Nella seconda metà del XIX secolo l'impianto decorativo interno venne completato e l'intero edificio fu oggetto di interventi di restauro conservativo. 
Nel penultimo decennio del XX secolo venne restaurata in modo importante sia negli interni sia nelle parti esterne. Dopo il terremoto dell'Emilia del 2012 la chiesa riportò diversi danni alla facciata e al campanile, alle cappelle interne e alla parte absidale rendendo necessario un lavoro sulla struttura e sulla sua statica.

## Descrizione

### Esterni
La chiesa si trova a Salvaterra, frazione di Casalgrande in provincia di Reggio Emilia.
La facciata a salienti è molto semplice con portale architravato sormontato in asse da una piccola nicchia con resti di un affresco e sopra una finestra rettangolare che porta luce alla sala. La torre campanaria si alza in posizione arretrata sulla sinistra, accando all'abside. Le coperture sono in coppi.

### Interni
La sala della chiesa è composta da una sola navata con tre campate ed ampliata dalle sei cappelle laterali. La pala d'altare conserva il dipinto che raffigura il Santissimo Salvatore risalente all'inizio del XVIII secolo. L'organo a canne, ricostruito nel 1726 da Domenico Traeri, si trova nella parte presbiteriale. L'altare maggiore ligneo finemente scolpito e dorato risale al 1705. L'adeguamento liturgico del presbiterio è stato ultimato nel 1975.